# Guarromán
Guarromán é um município da Espanha na província de Jaén, comunidade autónoma da Andaluzia, de área 96 km² com população de 2904 habitantes (2006) e densidade populacional de 30,05 hab/km².
O topónimo significa Rio dos Granados (do árabe Wadi-r-rumman).

## Demografia
| Variação demográfica do município entre 1991 e 2004 | Variação demográfica do município entre 1991 e 2004 | Variação demográfica do município entre 1991 e 2004 | Variação demográfica do município entre 1991 e 2004 |
| --------------------------------------------------- | --------------------------------------------------- | --------------------------------------------------- | --------------------------------------------------- |
| 1991                                                | 1996                                                | 2001                                                | 2004                                                |
| 2891                                                | 2874                                                | 2738                                                | 2896                                                |